# Little Amber Bottles
Albums de Blanche
What This Town Needs
(2006)
Little Amber Bottles est le troisième album du groupe de folk-country-rock américain Blanche sorti le 19 juin 2007 sur le label Vinyl Junkie Records.

## Titres de l'album
1. I'm Sure of It - 3:53
2. Last Year's Leaves - 3:20
3. A Year from Now - 4:21
4. No Matter Where You Go... - 4:02
5. What This Town Needs - 4:01
6. Child of the Moon - 3:46
7. Little Amber Bottles - 4:32
8. The World I Used to Be Afraid of - 3:49
9. Oh Death, Where Is Thy Sting? - 3:00
10. I Can't Sit Down - 2:54
11. (Exordium) - 1:09
12. The World's Largest Crucifix - 6:22
13. Scar Beneath the Skin (titre supplémentaire) - 5:37